# Cheickna Traoré
Pour les articles homonymes, voir Traoré.
Cheickna Traoré (né le 21 octobre 2000) est un athlète ivoirien, spécialiste des épreuves de sprint. Représentant la Côte d'Ivoire sur la scène internationale, il a remporté des médailles d'or et de bronze aux Jeux de la Francophonie en 2023. En 2024, il participe pour la première fois aux Jeux olympiques d'été à Paris.

## Biographie
Cheickna Traoré est né le 21 octobre 2000 en Côte d'Ivoire. Il a déménagé aux États-Unis à l'âge de cinq ans. À partir de 2015, il fréquente l'Innovation High School et la Henry Snyder High School à Jersey City, New Jersey. Par la suite, il poursuit ses études au Ramapo College dans le New Jersey avant d'être transféré à l'Université d'État de Pennsylvanie.

## Carrière sportive

### Début de carrière
Cheickna établit deux records de la division 3 de la NCAA aux 200 mètres et le troisième meilleur temps de la conférence aux 100 mètres en courant pour le collège Ramapo. 

### Saison 2023
En août 2023, il prend part pour la première fois à une compétition internationale en représentant la Côte d'Ivoire et remporte une médaille d'or au 200 mètres pour la Côte d'Ivoire aux Jeux de la Francophonie à Kinshasa. Il décroche également la médaille d'or au relais 4 x 100 mètres avec l'équipe de Côte d'Ivoire lors de ces mêmes championnats.

### Saison 2024
En 2024, lors de sa première saison en salle à Penn State, il remporte les titres Big Ten aux 60 mètres, 200 mètres, au relais 4 x 400 mètres et il termine deuxième aux 200 mètres aux championnats en salle de la NCAA avec un temps de 20 s 30. Le 22 mai 2024, il bat le record de Penn State aux 200 mètres extérieurs avec un temps de 20 s 17 à Lexington. Le lendemain, Traoré réalise un temps de 19 s 93 (temps standard olympique de Paris 2024) aux 200 mètres, établissant ainsi un nouveau record national pour la Côte d'Ivoire. Traoré Cheickna obtient son ticket pour les Jeux olympiques Paris 2024. Le 7 juin 2024, il remporte les championnats d'athlétisme en plein air de la division 1 de la NCAA 2024 à Eugene en courant aux 200 mètres en 19 s 95.

#### Jeux olympiques de Paris 2024
Cheickna Traoré participe au premier tour du 200 mètres masculin le 5 août 2024 et il se classe sixième avec un temps de 20 s 54. Il est éligible pour le tour de repêchage mais déclare forfait en raison d'une douleur à la jambe. Sa participation aux Jeux est interrompue.

## Palmarès
| Date | Compétition             | Lieu     | Résultat | Épreuve   | Temps   |
| ---- | ----------------------- | -------- | -------- | --------- | ------- |
| 2023 | Jeux de la Francophonie | Kinshasa | 1er      | 200 m     | 20 s 37 |
| 2023 | Jeux de la Francophonie | Kinshasa | 1er      | 4 x 100 m | 39 s 32 |

## Records
| Épreuve | Temps        | Lieu      | Date |
| ------- | ------------ | --------- | ---- |
| 60 m    | 6 s 52       | Genève    | 2024 |
| 100 m   | 10 s 15      | Lexington | 2024 |
| 200 m   | 19 s 93 (NR) | Lexington | 2024 |